# Тејбер (Алберта)
Тејбер (енгл. Taber) је варошица у јужном делу канадске провинције Алберта, и налази се у оквирима статистичке регије Јужна Алберта. Налази се на раскршћу локалних путева 3 и 36, око 51 км источно од града Летбриџ, и кроз њега протиче река Олдмен. 
Насеље Тејбер је основано крајем 19. века на обалама реке Олдмен као Танк 77, а 1907. мења име у Тавор које је вероватно изведено од имена планине Тавор у Светој земљи. У почетку насеље се развијало као рударски центар за вађење угља, а велики напредак доживљава током тридесетих година 20. века захваљујући интензивним иригационим радовима који су унапредили пољопривредну производњу. 
Привреда целе вароши и околине базира се на пољопривредној производњи. Највише се узгајају кукуруз и шећерна репа. Велика шећерана саграђена 1950. је најважнији привредни погон у варошици. Од пољопривредних култура значајније се узгајају још и кромпир, грашак, шаргарепа, пшеница, лан, јечам, пасуљ, зоб, лук, уљана репица и слачица. На бази крмног биља развијено је и сточарство (свиње, говеда, овце) и живинарство.
Према подацима пописа становништва из 2011. у варошици је живело 8.104 становника, што је за 6,8% више у односу на 7.591 житеља колико је регистровано приликом пописа 2006. године.
Сваке године, крајем августа месеца у Тејберу се одржава велики сајам кукуруза.

## Становништво
| 2006. | 2011. |
| ----- | ----- |
| 7.591 | 8.104 |